# Darlington Raceway
Darlington Raceway est un ovale de type intermédiaire (longueur comprise entre 1 et 2 miles). Située en banlieue de Darlington en Caroline du Sud, à l'emplacement d'anciens champs d’arachides et de coton, cette piste est en service depuis 1950.

## Caractéristiques

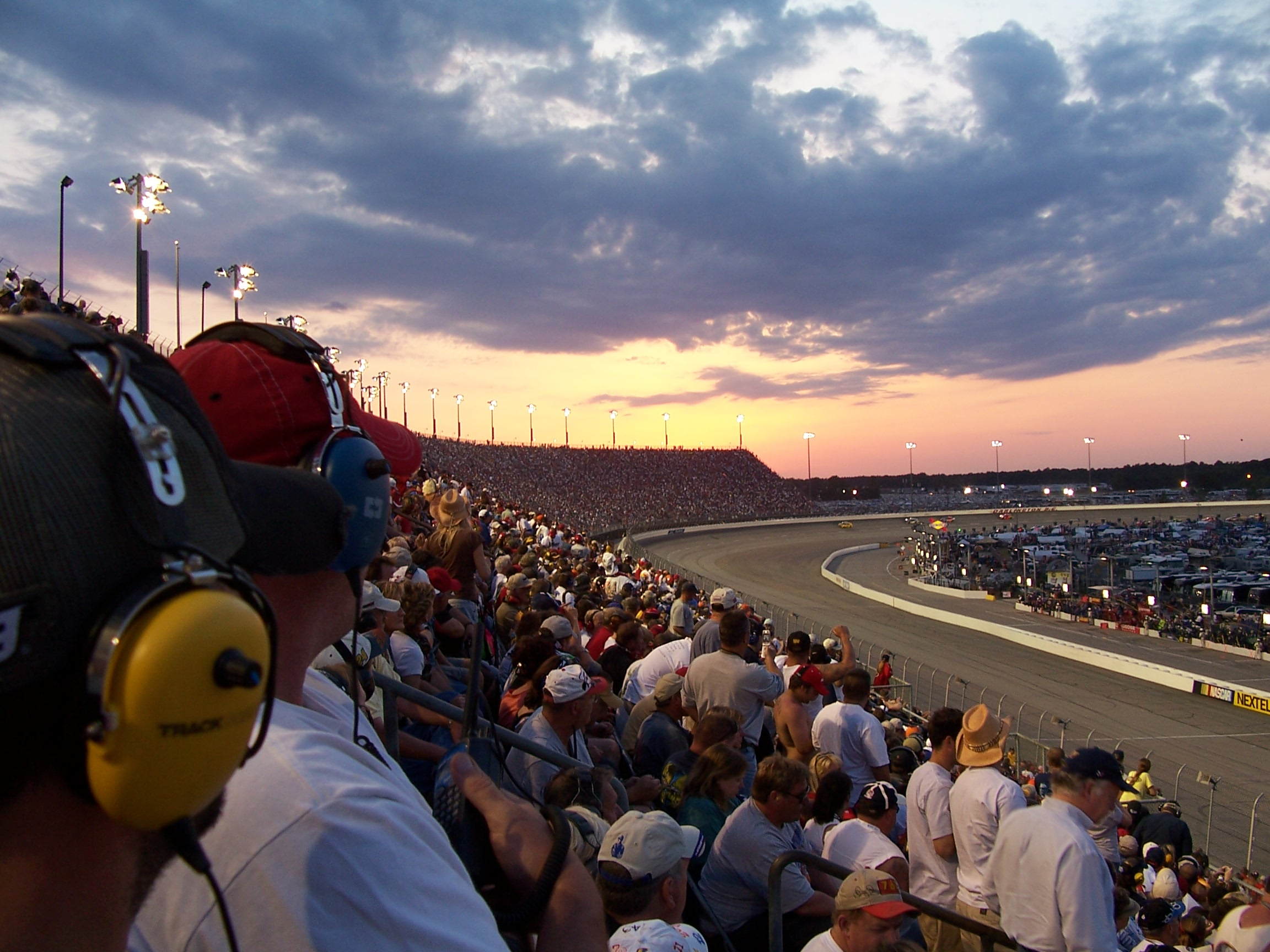
Vue des tribunes.

Elle mesure 2 198 mètres et le banking (inclinaison) des virages 1-2 est de 25 degrés et les 3-4 est de 23 degrés. Les lignes droites sont identiques avec une légère inclinaison de 2 degrés et elles font 374 mètres de longueur. 
La différence d'inclinaison et de rayon des virages rendent cette piste très difficile, ce qui lui a valu son surnom de « Too Tough To Tame » (« Trop dure à apprivoiser ») ou encore la « Black Lady » (la « Dame en noir »). La trajectoire idéale change au fur et à mesure de l'usure des pneumatiques, cette usure bouleverse complètement les performances des voitures au cours d'une épreuve. 
Tous les pilotes de la NASCAR rêvent de s’imposer un jour sur le Darlington Raceway, c'est l'un des circuits les plus redoutés de la saison.
Personne n'aime plus cette piste difficile que les pilotes. « Vous n'oubliez jamais votre premier amour.. », a dit Dale Earnhardt, sept fois champion de la Cup, « .. que ce soit un amour de Lycée, un vieux chien de chasse fidèle, ou une piste changeante en Caroline du Sud avec un tempérament défavorable. Et, si vous êtes un pilote automobile, il n'y a pas de victoire plus savoureuse et plus mémorable qu’au Darlington Raceway. »